# Björknäs IP
Björknäs IP är en idrottsplats belägen på Björknäs skolväg 15 i Saltsjö-Boo i Nacka kommun. Idrottsplatsen består av en idrottshall, en fotbollsplan med gräs, en friidrottsanläggning, samt de två isytorna Björknäs islada och Björknäs istält.
Idrottsparkens anläggningar används av fotbollsföreningen Boo FF, Boo IF Friidrottsklubb, ishockeyföreningarna Boo HC och Orminge Panthers samt konståkningsföreningen Nacka Teamåkningsklubb.
Björknäs IP fick konstfrusen is 1968. År 1995 byggde man in den dåvarande uterinken i ett skal av plåt, ett projekt som främst drevs av Boo HC där man hjälpte kommunen med såväl ritningar som arbetskraft, för detta kompenserades föreningen med istider. Efter påtryckningar från föreningen byggdes uterinken bredvid ishallen in år 2014 och efter ytterligare påtryckningar så isolerades ishallen 2018 vilket innebär att Björknäs IP fick två inomhusisytor.